# SS Asiatic (1871)
SS Asiatic (někdy operoval jako RMS Asiatic) byl parník společnosti White Star Line a sesterská loď Tropiku. Vybudován byl roku 1871 v Liverpoolu firmou Thomas Royden and Sons. Loď měla tři stožáry a jeden šroub. Tonáž činila 2 122 BRT.
V roce 1873 po ztroskotání Atlantiku byly lodě Asiatic a Tropic prodány pro náhradu kapitálu. Asiatic byl prodán společnosti South African Steam Ship Company, také známé jako Elder Dempster Line a byl přejmenován na Ambriz. Později byl znovu prodán Cie. Française Charbonnage et de la Batelage. V únoru 1903 ztroskotal u Madagaskaru.